# Мегонь, Владислав
Влади́слав Ме́гонь (пол. Władysław Miegoń, 30 сентября 1892, Самбожец, Свентокшиское воеводство — 15 октября 1942, Дахау, Бавария) — блаженный Римско-католической церкви, священник, капеллан, кавалер ордена Virtuti Militari.

## Биография
Владислав Мегонь родился 30 сентября 1892 года в Самбожце, Российская Империя. В 1908 году Владислав Мегонь поступил в Духовную семинарию в Сандомире. 2 февраля 1915 года был рукоположён в священника. С 1 июня 1919 года служил капелланом в морском батальоне армии Модлин, позднее в Александрове Куявском. 10 февраля 1920 года Владислав Мегонь принял участие в военно-патриотической церемонии «Обручение Польши с морем». В апреле 1920 года получил воинское звание капитан и был назначен на службу капелланом военного порта в Пуцке, в июле 1920 года — капелланом морского полка. Владислав Мегонь принимал участие в советско-польской войне составе 1 морского батальона, за что был награждён польским президентом Иосифом Пилсудским почётным орденом Virtuti Militari. В конце 1920 года вернулся в Пуцк на прежнюю службу. В 1929—1933 годах изучал каноническое право в Люблинском католическом университете. 1 января 1934 года Владислав Мегонь получил звание старшего капеллана.
После начала II Мировой войны Владислав Мегонь участвовал в битвах при обороне польского побережья. 19 сентября 1939 года был взят в плен немецкими войсками. 2 октября 1939 года пленённого Владислава Мегоня отправили в Фленсбург, позднее — концентрационный лагерь Бухенвальд. 8 июля 1942 года его переправили в концентрационный лагерь Дахау, где погиб 15 октября 1942 года. Концентрационный номер Владислава Мегоня — 21233.

## Прославление
13 июня 1999 года Владислав Мегонь был беатифицирован Римским папой Иоанном Павлом II в группе 108 блаженных польских мучеников.
День памяти в Католической церкви — 12 июня.

## Источник
- Jan Kazimierz Sawicki, Julian Czerwiński, Małgorzata (marynarka) Czerwińska: Polska Marynarka Wojenna. Cz. 1, Korpus oficerów 1918—1947. Gdynia: Wyższa Szkoła Morska, 1996. ISBN 83-86703-50-4.